# فرناند بودن
فرناند بودن (بالفرنسية: Fernand Boden)‏ هو سياسي لوكسمبورغي، ولد في 13 سبتمبر 1943 في لوكسمبورغ. حزبياً، نشط في حزب الشعب المسيحي الاجتماعي.

## مناصب
- انتخب وزير (1979 – 2009).
- انتخب نائب عن دائرة دائرة الشرق [الإنجليزية]‏ وقد انضم خلال فترته النيابية  [لغات أخرى]‏ (28 يوليو 2009 – 6 أكتوبر 2013)  للكتلة البرلمانية حزب الشعب المسيحي الاجتماعي.
- انتخب نائب عن دائرة دائرة الشرق [الإنجليزية]‏ وقد انضم خلال فترته النيابية (14 فبراير 1978 – مايو 1979)  للكتلة البرلمانية حزب الشعب المسيحي الاجتماعي.
- في انتخابات البرلمان الأوروبي 1979، انتخب عضو في البرلمان الأوروبي عن دائرة لوكسمبورغ (دائرة انتخابية للبرلمان الأوروبي) لترشحه ضمن  قائمة حزب الشعب المسيحي الاجتماعي، وقد انضم خلال فترته النيابية (17 يوليو 1979 – 18 يوليو 1979)  للكتلة البرلمانية الكتلة البرلمانية لحزب الشعب الأوروبي.